# Johann Georg Buder
Johann Georg Buder (* 10. Januar 1727 in Memmingen; † 10. Juni 1759 ebenda) war Maler in der Zeit des Barock.

## Leben
Johann Georg Buder wurde am 10. Januar 1727 im oberschwäbischen Memmingen geboren. Er war das sechste von insgesamt acht Kindern des Schreiners Georg Buder. Er absolvierte eine Lehre als Maler bei Johann Leonhard Rupprecht. Am 14. Oktober 1749 wurde er in der kaiserlichen Akademie zu Wien immatrikuliert. 1753 sandte er sein Bild Johannestod seinem Vater nach Memmingen, der es am 19. November 1753 dem Memminger Magistrat als Geschenk seines Sohnes an die Vaterstadt überreichte. Daraufhin beschloss der Magistrat, Johann Georg Buder die gleiche Summe wie seinerzeit Elias Grimmel für sein Studium zukommen zu lassen. Das Gemälde wurde in St. Martin aufgehängt. 1757 kehrte Buder nach Memmingen zurück, wo er bis zu seinem Tod als Kunstmaler tätig war. Am 10. Juni 1759 verstarb er nach einer Krankheit. Da Buder keiner Zunft beigetreten war, beantragten die Geschwister, für ihn den Titel Cramerzunftknecht für die Todesfeiern gebrauchen zu dürfen, was  der Stadtmagistrat genehmigte. Wegen der Bitte seiner Verwandten, bereits drei Tage nach der Beerdigung das Testament zu eröffnen, geht man davon aus, dass Buder nicht unvermögend war.

## Werkverzeichnis
Von Buder sind nur drei Gemälde bekannt, wovon eines als verschollen gilt. Die 1753 gemalte Enthauptung Johannes des Täufers mit den Maßen 208 × 131 Zentimeter ist im Besitz der evangelisch-lutherischen Kirchengemeinde St. Martin. Das gleiche Bild mit den Maßen 58 × 41 Zentimeter ist im Stadtmuseum Memmingen im Hermansbau untergebracht. Es wurde vermutlich nach einem Bozzetto von Buder gemalt und stammt ebenfalls aus dem Jahr 1753. Als verschollen gilt das Porträt von Johann Matthäus Unold, Pfarrer zu Memmingerberg, das 1758 angefertigt wurde und das lediglich durch einen archivalischen Hinweis im Pfarrbuch von Memmingerberg bekannt ist.